# Dennis Port (Massachusetts)
Dennis Port es un lugar designado por el censo ubicado en el condado de Barnstable en el estado estadounidense de Massachusetts. En el Censo de 2010 tenía una población de 3.162 habitantes y una densidad poblacional de 371,87 personas por km².

## Geografía
Dennis Port se encuentra ubicado en las coordenadas 41°40′1″N 70°8′8″O / 41.66694, -70.13556. Según la Oficina del Censo de los Estados Unidos, Dennis Port tiene una superficie total de 8.5 km², de la cual 7.85 km² corresponden a tierra firme y (7.74%) 0.66 km² es agua.

## Demografía
Según el censo de 2010, había 3.162 personas residiendo en Dennis Port. La densidad de población era de 371,87 hab./km². De los 3.162 habitantes, Dennis Port estaba compuesto por el 88.39% blancos, el 4.68% eran afroamericanos, el 0.92% eran amerindios, el 0.54% eran asiáticos, el 0% eran isleños del Pacífico, el 2.37% eran de otras razas y el 3.1% pertenecían a dos o más razas. Del total de la población el 2.81% eran hispanos o latinos de cualquier raza.